# Guemine

Armoiries de la principauté de Liège.

Le guemine est un tribunal militaire de la principauté de Liège jugeant aux XVIIe siècle et XVIIIe siècle les crimes de guerre dans un premier temps, et ensuite les crimes de vagabondages commis par les personnes étrangères à la principauté.

## 1596 à 1715
Le jugement des crimes et délits commis par les bourgeois sous les armes cessa d'appartenir aux tribunaux ordinaires au XVIe siècle. C'est en 1596 à Liège que le jugement des délits fut confié à des tribunaux de guerre. Le mot « guemine » est employé dès 1619 pour désigner ces tribunaux.
La guemine était composée du grand mayeur, des bourgmestres, des capitaines, de quelques lieutenants, des alferes, des caporaux, des appointés et de simples soldats désignés par le grand mayeur et les bourgmestres.
La guemine était chargée de juger et de réprimer les délits et crimes commis par les bourgeois de la milice. Elle jugeait aussi les fautes commises pendant les gardes.
La guemine se réunissait une fois par mois ou plus si c'était nécessaire pour juger les crimes commis.
Un jugement se déroulait comme suit : un prévôt déposait sa plainte au tribunal. L'accusé se défendait ensuite en présentant ses moyens de justification. Après cela, un auditeur résumait les faits en exposant les circonstances aggravantes et atténuantes, il appliquait finalement le « droit au fait ». S'ensuivait une délibération entre assesseurs de même rang et un suffrage avait lieu entre les assesseurs, le président de l'auditeur et l'auditeur. Une fois la sentence approuvée, elle était lue au condamné par l'auditeur et exécutée.

## À partir de 1715
En 1715, avec la création du régiment national, la guemine est réformée et devient la guemine de guerre qui est au service du Prince-évêque.
La guemine n'est désormais plus composée que de soldats. La compétence de la guemine en matière de droit militaire était plus limitée qu'avant. D'un autre côté, une juridiction lui a été confiée dans les affaires de crimes de vagabondage.
Les crimes commis par les soldats sont désormais jugés en partie par les tribunaux ordinaires. La guemine ne s'occupe plus que des cas « purement militaires ». qui sont:
- La collaboration avec l'ennemi.
- La désertion.
- Le refus d'ordre.
- La négligence dans le service.
- Le délit de crimes commis par des militaires au préjudice d'autres militaires à partir de 1738.
- Les délits de droit commun commis par les militaires en campagne. Le tribunal ordinaire était aussi compétent pour ce type de délit, la loi « de prévention »[note 4] accordait l'arbitrage de ces délits au premier tribunal saisi).

Dans la Principauté de Liège, le vagabondage était une grande préoccupation du pouvoir. Les vagabonds étaient jugés soit par la guemine, soit par les tribunaux ordinaires.
Cette situation entraînant des conflits de juridiction, le Prince-évêque et les États déléguèrent alors le jugement des vagabonds liégeois aux tribunaux ordinaires tandis que la guemine fut chargée de s'occuper des vagabonds étrangers.
Les mendiants étrangers étaient chassés et expulsés de la Principauté. S'il y avait récidive, la guemine condamnait les coupables au pilori la première fois, au fouet la deuxième fois et à la pendaison la troisième fois. Les gitans étaient plus durement jugés, ils étaient fouettés la première fois et pendus la seconde. Certaines ordonnances des Princes-évêques permettent à la guemine une certaine indulgence en lui laissant le choix du châtiment. Des vagabonds subissent cependant la peine capitale encore au XVIIIe siècle.